# Patrick Gretsch
Patrick Gretsch (* 7. April 1987 in Erfurt) ist ein ehemaliger deutscher Radrennfahrer, der im Bahn- und Straßenradsport aktiv und auf Zeitfahren spezialisiert war.

## Laufbahn
Seinen ersten internationalen Erfolg fuhr Gretsch bei den Bahnweltmeisterschaften der Junioren 2004 in Los Angeles ein als er zusammen mit Sascha Damrow, Stefan Schäfer und Matthias Hahn wurde er Vizeweltmeister in der Mannschafts- sowie Dritter in der Einerverfolgung. Auf der Straße wurde er im selben Jahr im Einzelzeitfahren Deutscher Juniorenmeister und Zeitfahrweltmeister. 2005 wurde er Bahn und Straßevierfacher Deutscher Juniorenmeister und belegte bei den Juniorenweltmeisterschaften zweimal den vierten Platz in der Einzel- und Mannschaftsverfolgung.
In der U23-Klasse fuhr Gretsch 2006 bis 2009 für das deutsche Continental Team Thüringer Energie Team. 2008 konnte er die Internationale Thüringen Rundfahrt der U23 einschließlich des Zeitfahrens für sich entscheiden. Es folgte der Vizeweltmeistertitel im Zeitfahren der U23 bei den Weltmeisterschaften 2008. Ein Jahr später wurde er Deutscher U-23-Zeitfahrmeister und erreichte beim Zeitfahren der U23 bei den Weltmeisterschaften 2009 in Mendrioso die Bronzemedaille. Außerdem wurde er 2009 Deutscher Elitemeister in der Einzelverfolgung.
2010 wechselte er zum UCI ProTeam Columbia-HTC. In seiner ersten Saison für diese amerikanische Mannschaft belegte Gretsch den zweiten Platz bei den deutschen Zeitfahrmeisterschaften in Sangerhausen. Außerdem erreichte er u. a. einen zweiten Rang beim Zeitfahren der Österreich-Rundfahrt.
2011 bestritt Gretsch mit dem Giro d’Italia seine erste dreiwöchige Landesrundfahrt. die er auf Platz 137 beendete. Dabei gewann er mit seinem Team das Mannschaftszeitfahren zum Beginn der Rundfahrt und belegte Platz sieben im abschließenden Einzelzeitfahren. Im selben Jahr gewann er die Prologzeitfahren der Ster ZLM Toer der USA Pro Cycling Challenge sowie die Bronzemedaille der Deutschen Zeitfahrmeisterschaft.
Nach der Auflösung seines Teams HTC-Highroad zum Ende 2011 fuhr Gretsch zwei Jahre lang für das Team Argos-Shimano. Er gewann für diese Mannschaft 2012 den Prolog der Ruta del Sol und 2013 die Silbermedaille der Deutschen Meisterschaft im Zeitfahren. Im Jahr 2012 bestritt er seine einzige Tour de France, die er auf dem 141. Platz beendete und Platz sieben im Prolog belegte.
2013 wechselte er zur französischen Mannschaft Ag2r La Mondiale. Er bestritt noch vier weitere Male den Giro d’Italia, den er noch dreimal beenden konnte. Dabei gewann er mit diesem Team 2014 die Mannschaftswertung und wurde 2015 den vierten Platz im Zeitfahren.
Nachdem Gretsch für die Saison 2017 kein aus seiner Sicht lukratives Angebot eines Radsportteams erhalten hatte, entschied er sich seine Karriere als Aktiver zu beenden.

## Erfolge
| 2004 - Deutscher Meister – Einzelzeitfahren (Junioren) - Weltmeister – Einzelzeitfahren (Junioren) 2005 - Deutscher Meister – Einzelzeitfahren (Junioren) 2008 - Gesamtwertung und eine Etappe Internationale Thüringen Rundfahrt - Vizeweltmeister – Einzelzeitfahren (U23) 2009 - Deutscher Meister – Einzelzeitfahren (U23) - Weltmeisterschaften – Einzelzeitfahren (U23) 2011 - Mannschaftszeitfahren Giro d’Italia - Prolog Ster ZLM Toer - Prolog USA Pro Cycling Challenge 2012 - Prolog Ruta del Sol | 2004 - Weltmeisterschaft – Mannschaftsverfolgung (Junioren) - Weltmeisterschaft – Einerverfolgung (Junioren) 2005 - Deutscher Meister – Einerverfolgung (Junioren) - Deutscher Meister – Mannschaftsverfolgung (Junioren) 2009 - Deutscher Meister – Einerverfolgung |